# Bottna distrikt
Bottna distrikt är ett distrikt i Tanums kommun och Västra Götalands län. 
Distriktet ligger söder om Tanumshede.

## Tidigare administrativ tillhörighet
Distriktet inrättades 2016 och utgörs av socknen Bottna i Tanums kommun.
Området motsvarar den omfattning Bottna församling hade vid årsskiftet 1999/2000.